# Bad Bones (jeu)

Bad Bones est un jeu de société de David Flies illustré par Aoulad, Alexander Brick et Oliver Mootoo et édité par Sit Down.
Le jeu consiste à résister à une invasion de squelettes, dans le style tower defense.

## Le jeu

### Le système de jeu
Chaque tour de jeu est constitué de quatre phases (cinq phases avec le compteur de tours) : déplacer le héros, poser ou reprendre un piège, déplacer les squelettes présents sur son plateau et piocher trois nouveaux squelettes.
Les squelettes arrivent orientés de manière à finir leur trajet sur la tour ou le village du joueur. Si un squelette atteint une tour, il en détruit un étage. S'il atteint le village, il détruit une maison.
Si un joueur n'a plus de tour ni de maison, il perd.
Bad bones peut être joué en compétitif, coopératif ou solitaire. Chaque possibilité peut être variée avec les éléments de la version avancée (chefs squelettes, armes, marché et pièges supplémentaires)

### Le héros
Le héros se déplace d'une case à chaque tour et détruit tous squelettes sur son chemin. Il peut-être associé au trésor pour détruire un grand nombre de squelettes adjacents.
Les figurines roses des héros peuvent être peintes pour les rendre uniques et davantage esthétiques.

### Les pièges
Les pièges de base sont le mur, la catapulte, le trésor et le dragon. Les pièges avancés sont le ressort, la barricade, la bombe, le corbillard, le labyrinthe et le portail.

### Les squelettes
Les squelettes sont définis par une couleur (rouge, vert, violet, jaune ou bleu) et une orientation (sud, ouest ou est). Les chefs squelettes de la version avancée sont le chef artificier, le chef nécromant, le chef sympa, le chef instructeur, le chef spectral, le chef saboteur et l’empereur des squelettes.

### Les armes
Les armes se déclenchent quand le héros détruit d'un coup trois squelettes. Il y a l'arbalète, le bâton de glace, le bâton de mort, le bâton de téléportation, l'épée à deux mains, la hache de guerre, le morgenstern et la rapière.

### Les plateaux
Le plateau coopératif est plus difficile à défendre que le compétitif. En effet, il faut en moyenne 4,2 déplacements pour les squelettes du plateau compétitif pour atteindre leur objectif alors qu'il en faut 4 pour les squelettes du coopératif.
Le plateau compétitif (ou solitaire) a une tour en son centre. Le village est en bas. Les squelettes rouges sont les plus dangereux, n'ayant besoin que de trois déplacements pour atteindre la tour. Les squelettes violets venant du haut et verts venant du haut sont les moins dangereux, ayant besoin de 6 déplacements avant d'atteindre le village.
Le plateau coopératif a 4 tours. Le village est en haut. Les squelettes jaunes et bleus sont les plus dangereux, n'ayant besoin que de deux déplacements pour atteindre la tour. Les squelettes rouges, verts venants de la droite et du bas et violets venants de la gauche et du bas sont les moins dangereux, ayant besoin de 6 déplacements avant d'atteindre le village.

## Record
L'auteur du jeu a déclaré le 10 mai 2020 sur la page Facebook du jeu avoir atteint la treizième vague en version solo.

## Récompenses
Bad Bones a obtenu la 2e place pour les votes du public et la 3e position dans le classement des meilleurs Jeux une fois 2019.
Bad Bones fut nommé au Trophée Flip 2019 - Meilleur jeu de l'été 2019 - Catégorie Réflexion.
Bad Bones a obtenu la 3e place dans le Top 10 : Jeux de designers belges de Spelhuis.